# Ziyo (album)
Ziyo – debiutancki album zespołu Ziyo. Wydany w roku 1989 nakładem wydawnictwa Wifon.
Materiał zarejestrowano w rzeszowskim studio RSC jesienią 1987 roku. Bardzo nowoczesne wyposażenie studia jak na ówczesne warunki, pozwoliło zrealizować nagrania według wymagań zespołu. Sesja trwała ponad 250 godzin. Realizacja dźwięku – Andrzej Szczypek. Projekt graficzny I wydania – Marek Kloch. Foto i projekt graficzny III wydania – Robert Król.
Album rozszedł się w rekordowym, jak na polski debiut, nakładzie 180 tysięcy egzemplarzy (wliczając CD Digiton i MC Tesco).

## Lista utworów

### Wydanie LP Wifon 1989
Źródło:.
Strona A
1. „Nr 1” (muz. Ziyo) – 3:15
2. „Poza tym miejscem” (muz. Ziyo – sł. Jerzy Durał) – 5:10
3. „Graffiti” (muz. Ziyo – sł. Jerzy Durał) – 5:10
4. „Obwarowany” (muz. Ziyo – sł. Beata Sawicka) – 5:40

Strona B
1. „Idziemy wytrwale” (muz. Ziyo – sł. Jerzy Durał) – 3:46
2. „Panie prezydencie” (muz. Ziyo – sł. Jerzy Durał) – 4:00
3. „Pod jednym niebem” (muz. Ziyo – sł. Jerzy Durał) – 4:05
4. „Nowe krajobrazy” (muz. Ziyo) – 4:06

### Wydanie CD Digiton 1991
Źródło:.
1. „Nr 1” (muz. Ziyo) – 3:13
2. „Poza tym miejscem” (muz. Ziyo – sł. Jerzy Durał) – 5:12
3. „Graffiti” (muz. Ziyo – sł. Jerzy Durał) – 5:14
4. „Obwarowany” (muz. Ziyo – sł. Beata Sawicka) – 5:43
5. „Idziemy wytrwale” (muz. Ziyo – sł. Jerzy Durał) – 3:51
6. „Panie prezydencie” (muz. Ziyo – sł. Jerzy Durał) – 4:05
7. „Pod jednym niebem” (muz. Ziyo – sł. Jerzy Durał) – 4:08
8. „Nowe krajobrazy” (muz. Ziyo) – 4:11

bonus
1. „Wyspy (bliżej gwiazd)” (muz. i sł. Jerzy Durał) – 3:57

### Wydanie CD Metal Mind Productions 2004
Źródło:.
1. „Nr 1” (muz. Ziyo)
2. „Poza tym miejscem” (muz. Ziyo – sł. Jerzy Durał)
3. „Graffiti” (muz. Ziyo – sł. Jerzy Durał)
4. „Obwarowany” (muz. Ziyo – sł. Beata Sawicka)
5. „Idziemy wytrwale” (muz. Ziyo – sł. Jerzy Durał)
6. „Panie prezydencie” (muz. Ziyo – sł. Jerzy Durał)
7. „Pod jednym niebem” (muz. Ziyo – sł. Jerzy Durał)
8. „Nowe krajobrazy” (muz. Ziyo)

bonusy
1. „Nie wiem (Winni zawsze wśród nas)”
2. „Na znak”
3. „Pod jednym niebem” (CCS Studio mix)
4. „Graffiti” (live)
5. „Panie prezydencie” (live)
6. „Idziemy wytrwale” (live)

## Muzycy
- Jerzy Durał – śpiew, gitara basowa
- Marek Kloch – gitara
- Dariusz Derżko – instrumenty klawiszowe
- Krzysztof Krupa – perkusja

gościnnie
- Beata Sawicka – śpiew

## Wydawnictwa
- 1989 – Wifon LP (LP-145)
- 1989 – P.Z. TESCO MC (T024)
- 1991 – Digiton CD (DIG 104)
- 2004 – Metal Mind Productions CD (MMP CD 0301)